# Bakerhill
Bakerhill – miasto w Stanach Zjednoczonych, w stanie Alabama, w hrabstwie Barbour. Według danych na rok 2020 miejscowość zamieszkiwało 211 osób, a gęstość zaludnienia wyniosła 29,59 os./km².

## Geografia
Bakerhill ma łączną powierzchnię 7,13 km², z czego 100% stanowi ląd. Miejscowość jest położona 3 m n.p.m..

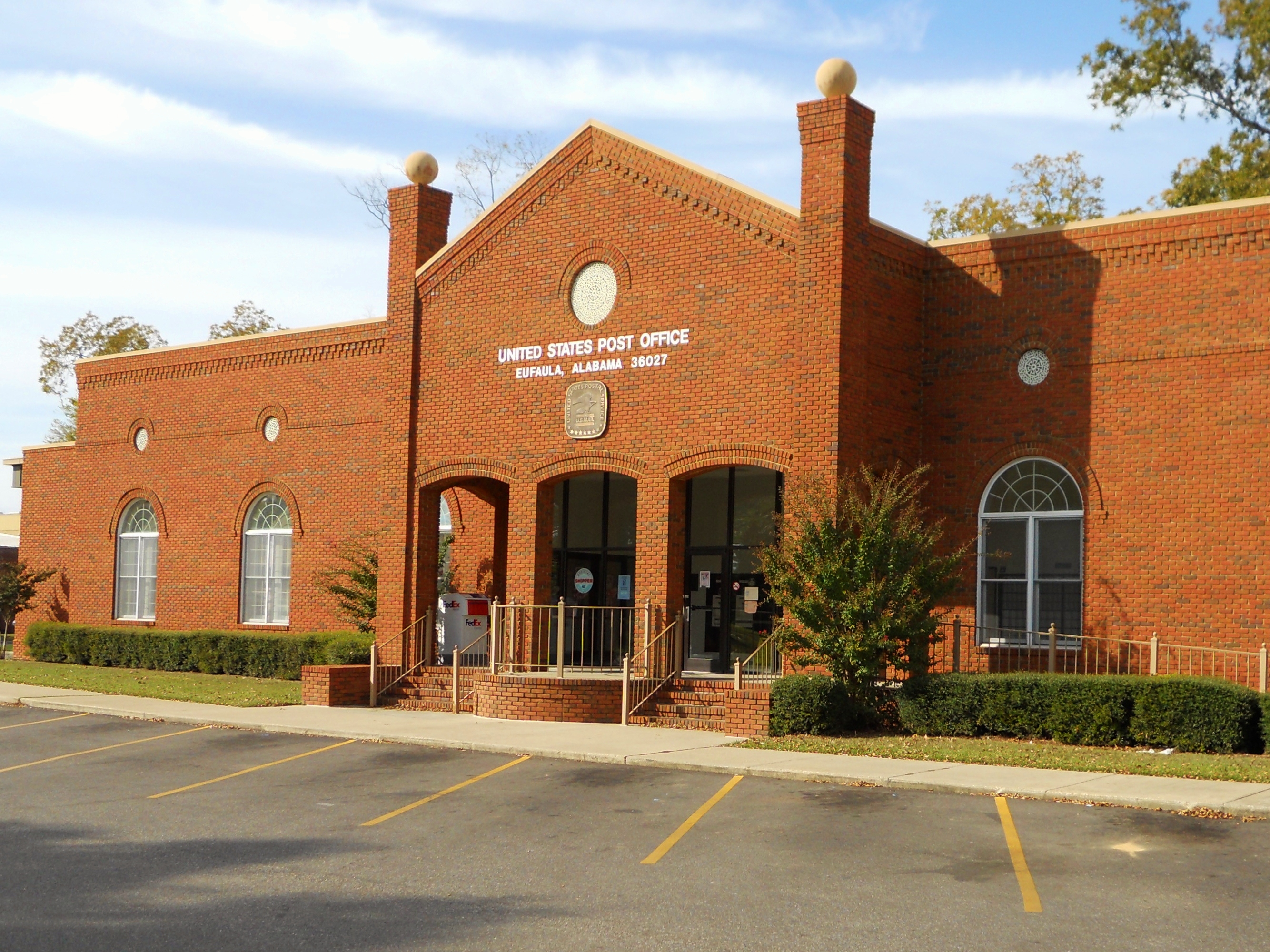
Urząd pocztowy w Bakerhill

### Klimat
Średnia temperatura wynosi +17 °C. Najcieplejszym miesiącem jest czerwiec (+25 °C), a najzimniejszym miesiącem jest styczeń (+8 °C). Średnie opady wynoszą 1758 mm rocznie. Najbardziej wilgotnym miesiącem jest luty (254 mm opadów), a najbardziej suchym miesiącem jest październik (58 mm opadów).

## Demografia
Według danych na rok 2020 Bakerhill liczyło 109 gospodarstw domowych, w których mieszkały 94 rodziny. Średni wiek wszystkich mieszkańców wynosił ok. 38 lat, natomiast 17,1% wszystkich mieszkańców stanowiły osoby powyżej 65. roku życia.
Historyczna populacja:
| Rok        | 2010 | 2020   |
| ---------- | ---- | ------ |
| Ludność    | 279  | 211    |
| Zmiana w % |      | –24,4% |